# ジョインヴィレ
ジョインヴィレ（Joinville [ʒoĩˈvil⁽ʲ⁾i]）は、ブラジル、サンタ・カタリーナ州北部の都市。人口は59万7658人（2020年）。大多数をドイツ系ブラジル人が占める。

## 歴史
ジョインヴィレの地域の最初の住民は、グアラニー族だった。1851年3月9日、ドイツ系移民とスイス系移民によってジョインヴィレ市が創設された。
ドイツ系ブラジル人の町とみなされているが、市の名前はフランス語のジョアンヴィル（Joinville）に由来する。町の名前は、以前はブラジル皇女フランシスカにちなんでドーナ・フランシスカ市（Dona Francisca）と呼ばれていた。彼女は1843年にフランス王ルイ・フィリップの三男ジョアンヴィル公フランソワ・ドルレアンと結婚したために、1851年に市名もポルトガル語読みのジョインヴィレに変更されたのである。
ジョアンヴィル公夫妻がこの土地にやってきたことはなかったが、ジョインヴィレの土地の一部はフランス王家とブラジル皇家の結婚祝いとなり、1870年頃には夫妻の名前を冠した王宮が建てられた。1851年、ジョアンヴィル公フランソワは自身の財政逼迫のため、南ブラジルに持つ自身の土地の大半を、ドイツ人執政官マティアス・シュローダーへ売り渡してしまった。シュローダーは『ハンブルク移民協会』の一員で、この地域へのヨーロッパからの数千の移民を奨励することとなった。1851年、最初の移民として118人のドイツ系とスイス系移民、同じ年に74人のノルウェー系移民が到着した。1900年代までに、移民協会はその役割を終え、およそ3万人のドイツ系移民がジョインヴィレに入植した。

## 経済

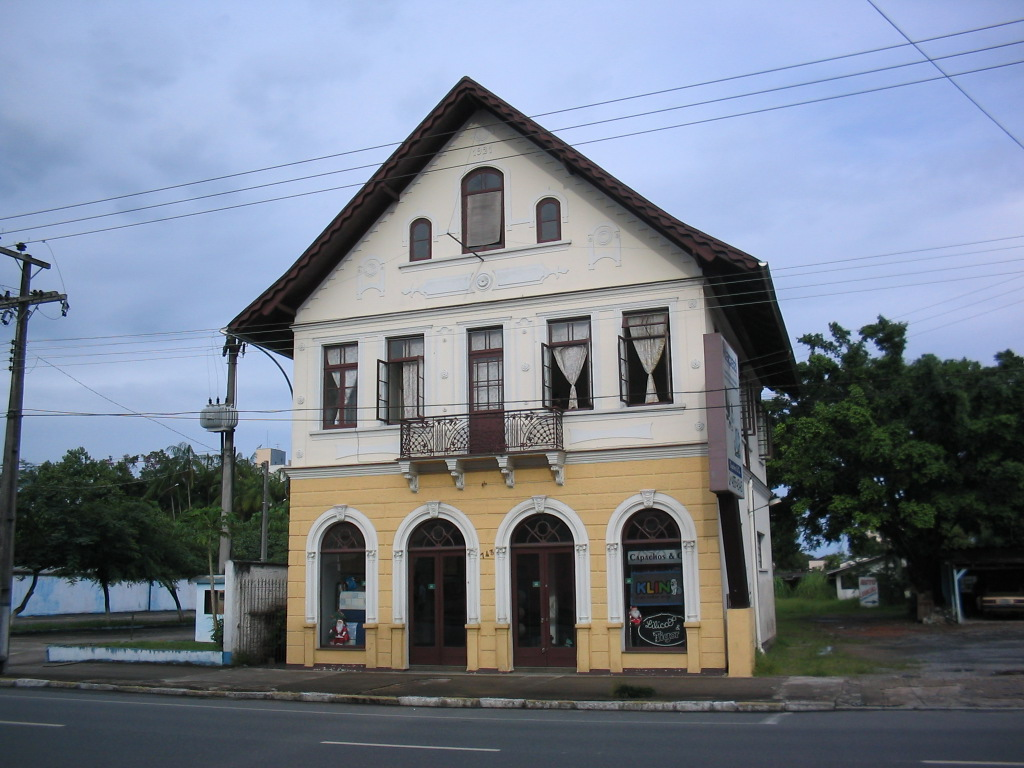
ジョインヴィレにある典型的なドイツ移民の家

ジョインヴィレ経済は製造業と商業が基盤となっている。ダタスル（Datasul）のようなソフトウェア大企業がある。他に電機製品、自動車部品、織物などを生産する。市内の空港からはブラジル南部の主要都市に便がある。海港は約40キロ離れたサン・フランシスコ・ド・スルである。鉄道網も整備されており、サン・フランシスコ・ド・スルへとつながっている。
ジョインヴィレの都市圏人口は約130万人で、州都フロリアノーポリスを若干上回り、州内最大である。市はブラジルでは生活レベルが高水準の都市の一つである。GDPの規模はブラジル南部で3番目の都市である。1位はポルト・アレグレ、2位はクリチバである。

## 観光

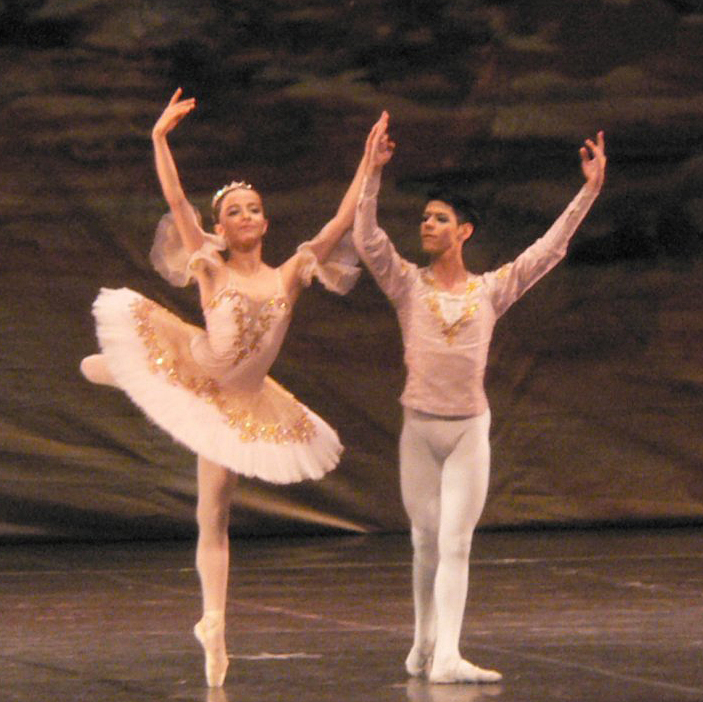
ダンス・フェスティバルに出演するボリショイ・バレエ学校の生徒

ジョインヴィレの文化は移民の出身地であったドイツの色彩が強いもので、建造物や郷土料理、パーティー、地元住民の暮らしぶりなどにドイツ文化の影響が見て取れる。彼らはブラジルで『仕事中毒』として知られている。
世界有数のダンス・フェスティバル、ジョインヴィレ・ダンス・フェスティバルの開催地であり、毎年7月の1ヶ月間開催される。ジョインヴィレは、ロシアのボリショイ・バレエ団付属学校がモスクワ以外の場所にある唯一の地でもある。
19世紀半ばに建てられた王宮は現在ドイツ移民博物館となっており、当時の家具と衣服が保存されている。

## スポーツ
- ジョインヴィレEC -  サッカー・クラブ

## 交通
- ジョインヴィレ・ラウロ・カルネイロ・デ・ロヨラ空港（英語版）
- BR-101（英語版）。ジョインヴィレ市街を通りリオデジャネイロ、クリチバ、フロリアノーポリスといった沿岸部の主要都市へとつながるブラジル縦断高速道路。

## 姉妹都市
- 鄭州市、中国
- チェサピーク、アメリカ合衆国
- en:Spišská Nová Ves、スロバキア
- en:Langenhagen、ドイツ
- ジョアンヴィル＝ル＝ポン、フランス
- シャフハウゼン、スイス

## 出身者
- マウリシオ・グージェルミン - 元フォーミュラ・ワンのレーサー。
- アナ・クラウディア・ミシェルス - ファッション・モデル。
- ティアゴ・スプリッテル - プロバスケットボール選手。
- ヴィトー・ミランダ - 総合格闘家。
- ウィリアン・ポッピ - サッカー選手。

## その他
- サンタ・カタリーナ州立大ジョインヴィレ分校
- カトリック教会のジョインヴィレ司教座がある。また、数軒のルーテル教会派教会がある。